# Солончакові луки Жовтого моря
Солончакові луки Жовтого моря (ідентифікатор WWF: PA0908) — палеарктичний екорегіон затоплюваних луків і саван, розташований на сході Китаю. 

## Географія
Екорегіон солончакових луків Жовтого моря охоплює двохсоткілометрову смугу узбережжя Жовтого моря, розташовану на сході китайської провінції Цзянсу, між Шаньдунським півостровом та дельтою річки Янцзи. Основу регіону складають алювіальні відклади, які включають як річкові відклади, принесені водами Янцзи і Хуайхе, так і морські відклади. Річки регіону щорічно відкладають мільярди тон осаду в спокійні прибережні води Жовтого моря, збільшуючи площу суходолу майже на один квадратний кілометр щорічно, створюючи солончаки шириною до 5 кілометрів, забезпечуючи безпечне місце для птахів.
У доісторичні часи солончакові луки, які перетворювалися на мілководдя під час припливів, були поширені на прибережних низовинах в дельті Хуайхе та простягалися на південь до боліт дельти Янцзи. Протягом тисячоліть цей регіон був відомий як "країна риби та рису", а його природний ландшафт був значно змінений людиною.

## Клімат
В межах екорегіону переважає вологий субтропічний клімат (Cwa або Cfa за класифікацією кліматів Кеппена). Середня температура в січні становить 2-4 °C, а в липні — 26-29 °C. Середньорічна кількість опадів становить 800-1200 мм. Наприкінці літа та на початку осені в регіоні часто трапляються тайфуни.

## Флора
На засолених прибережних луках, які затоплюються водою під час припливів, переважає солонцевий содник (Suaeda salsa), а на луках, розташованих подалі від припливної зони, домінує циліндрична імперата (Imperata cylindrica). На озерах та інших водно-болотних угіддях екорегіону, росте плоскостеблий бульбокомиш (Bolboschoenus planiculmis), тригранна куга (Schoenoplectus triqueter), шорстколиста осока (Carex scabrifolia) та суматранське просо (Panicum sumatrense). На солоноводних болотах переважає солонцевий содник (Suaeda salsa), а на прісноводних — звичайний очерет (Phragmites australis). Серед інших рослин, що зустрічаються на прісноводних водоймах екорегіону, слід відзначити кучерявий рдесник (Potamogeton crispus), колосисту водоперицю (Myriophyllum spicatum), качиний салат (Ottelia alismoides) та щитолистий плавун (Nymphoides peltata). Наразі значну частину луків та очеретяних заростей екорегіону знищено, а на їх місці поширені рисові поля, поселення та ставки.

## Фауна
На водно-болотних угіддях екорегіону зимує та гніздиться багато водоплавних та коловодних птахів. Вони також є місцем, де зупиняються численні перелітні птахи, що мігрують по Східноазійсько-Австралазійському пролітному шляху. Серед рідкісних птахів, що зимують в екорегіоні, слід відзначити кучерявого пелікана (Pelecanus crispus), малого косаря (Platalea minor) та малого мартина (Hydrocoloeus minutus). Тут зимує 40 % світової популяції японських журавлів (Grus japonensis) та гніздиться найбільша у світі популяція китайських мартинів (Chroicocephalus saundersi). Серед інших тварин, що зустрічаються у водно-болотних угіддях екорегіону, слід відзначити далекосхідну сутору (Calamornis heudei), китайського водяного оленя (Hydropotes inermis) та оленя Давида (Elaphurus davidianus).

## Збереження
Оцінка 2017 року показала, що 2239 км², або 43 % екорегіону, є заповідними територіями. Природоохоронні території включають Національний природний заповідник Яньчен та Національний природний заповідник Дафен-Мілу.